# Livros poéticos e sapienciais do Antigo Testamento
Os livros poéticos e sapienciais do Antigo Testamento são: Jó ou Job, Salmos, Provérbios, Eclesiastes, Cântico dos Cânticos ou Cantares, Sabedoria e Sirácida ou Eclesiástico (geralmente, traduções protestantes brasileiras optam pela grafia "Jó", enquanto traduções portuguesas e/ou católicas preferem "Job"). Foram escritos, em sua maioria, em linguagem poética, fazendo uso de metáforas, e têm um caráter de ensinamento para alcançar a sabedoria. Eclesiástico e Sabedoria são deuterocanônicos e por isso não constam na Bíblia protestante, embora estejam presentes na Bíblia católica. Esses livros apresentam a sabedoria e a espiritualidade do povo de Israel, e fazem parte da chamada literatura sapiencial, comum no Oriente Próximo.
A sabedoria, neste caso, não é entendida como acumulação de conhecimentos, mas como bom senso no discernimento das situações, adquirido através da meditação e reflexão sobre a experiência concreta da vida – algo aprendido na prática e que levaria à arte de viver bem. Assim, nos livros sapienciais encontram-se reflexões que brotam de problemas que povoam o dia-a-dia da vida de qualquer pessoa que busca o caminho da realização e felicidade. A experiência comum é mostrada como lugar da manifestação de Deus e da revelação do seu projeto, ou seja, Deus falaria através da experiência do povo.
A sabedoria de cunho mais popular encontrada no livro dos Provérbios e no Eclesiástico apresenta-se em forma uma coleção de frases curtas, sentenças que ajudam a compreender e a encontrar uma saída nas diversas situações enfrentadas pelo homem comum. Já os livros de Jó, Eclesiastes e da Sabedoria são estudos sobre problemas mais profundos sobre temas mais amplos, como o sentido da vida, a morte, a justiça, a vida social, o mal, a natureza da sabedoria etc. O Cântico dos Cânticos trata da experiência mais fundamental da vida: o amor humano, símbolo do amor de Deus para com o seu povo. Já a espiritualidade do povo de Israel é apresentada no livro dos Salmos – uma coleção de 150 orações que refletem as mais diversas situações da vida do indivíduo e do povo..